# Площадь Колонны
Площадь колонны (итал. Piazza Colonna) — площадь в центре Рима, названная в честь расположенной на ней колонны Марка Аврелия, которая дала название и одноимённому району столицы Италии. До площади можно добраться со станций «Барберини — Фонтана-ди-Треви» и «Спанья» Линии А Римского метрополитена.

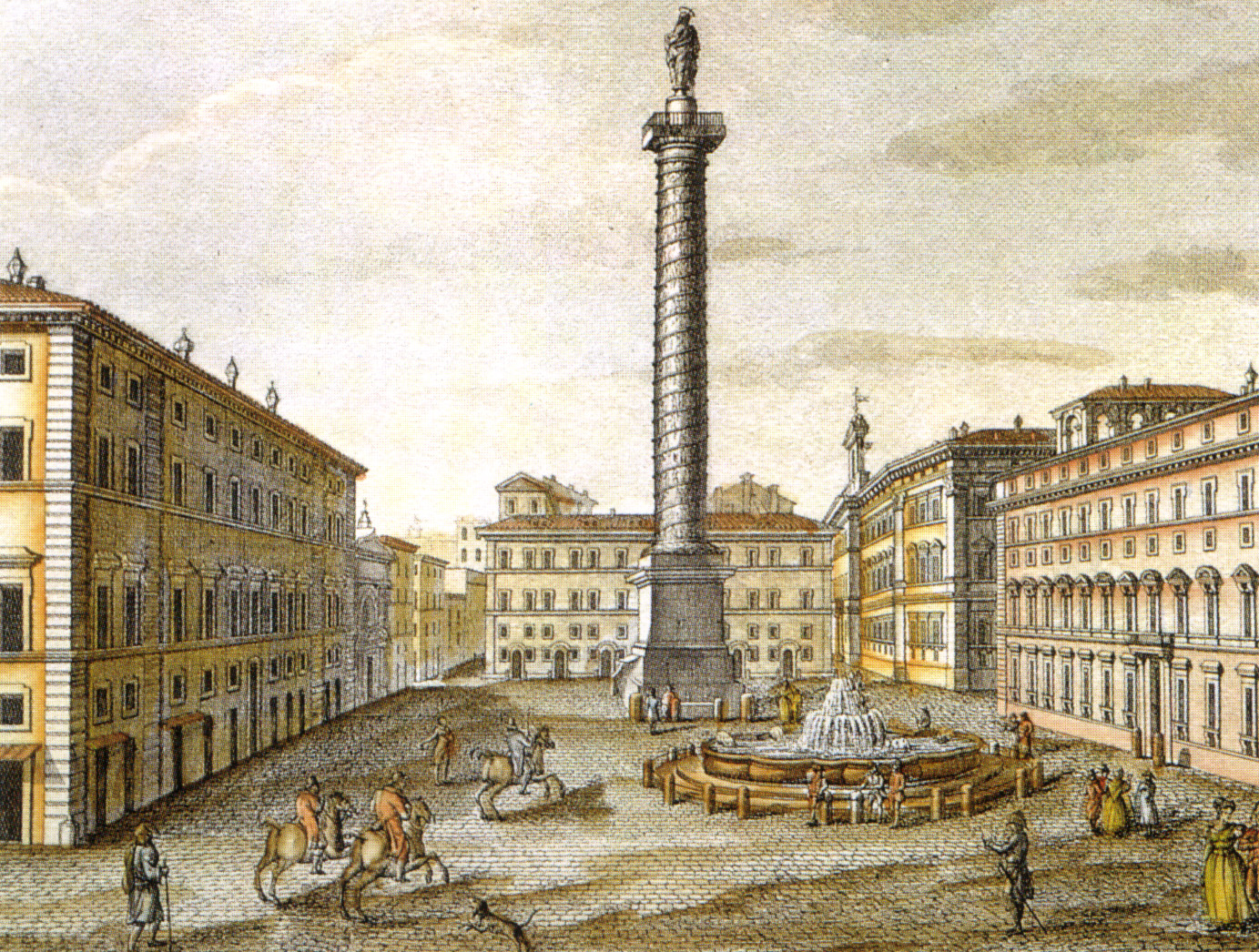
Гравюра XIX века

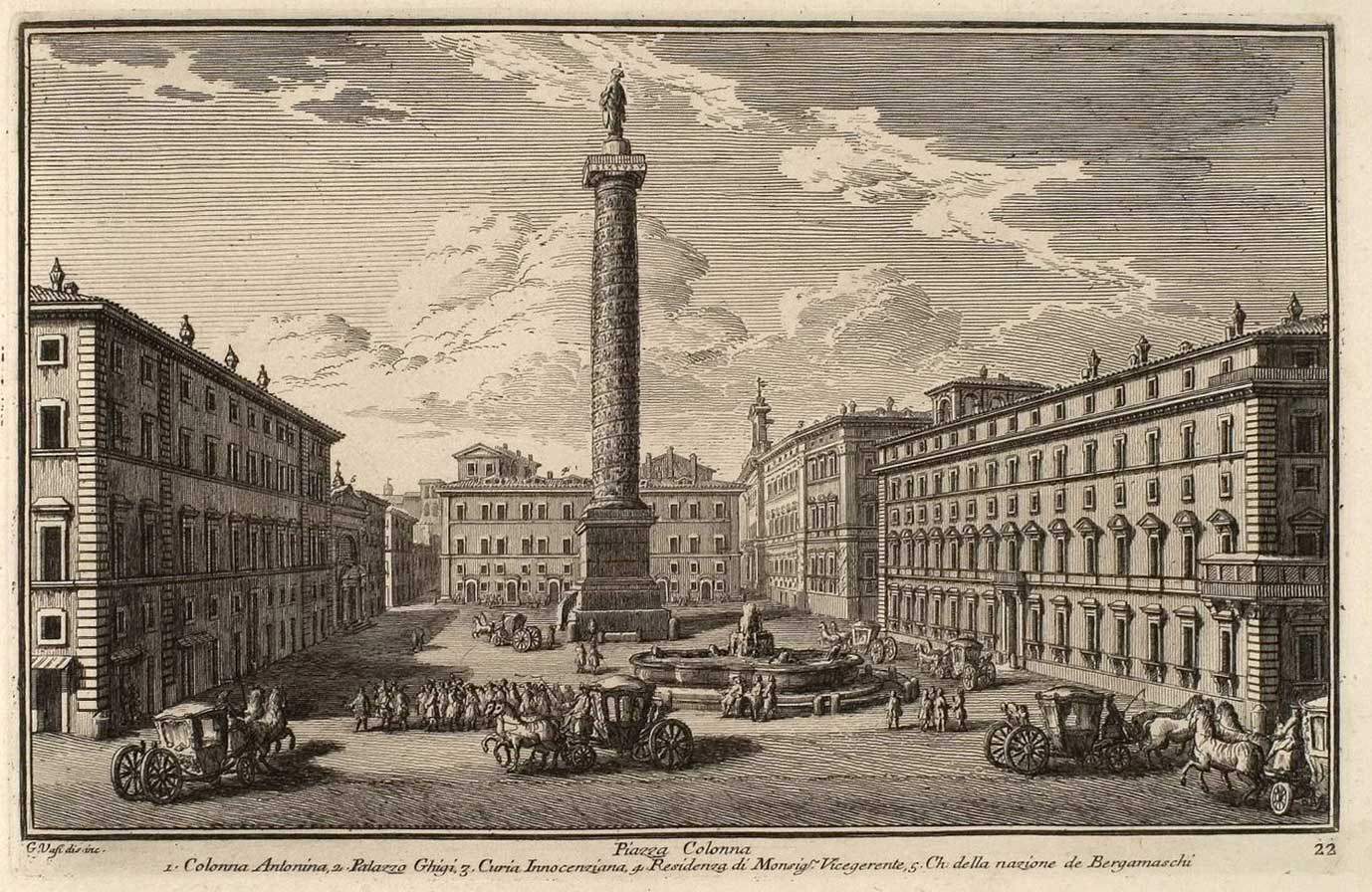
Площадь в середине XVIII века. Справа палаццо Киджи

Площадь колонны была создана в конце чинквеченто по приказу папы Сикста V. Площадь Колонны расположена с западной стороны Виа дель Корсо примерно на одинаковом расстоянии от Пьяцца дель Пополо и Площади Венеции. Площадь имеет прямоугольную форму. С севера к ней примыкает палаццо Киджи, где заседает Совет министров, а с северо-запада — палаццо Монтечиторио, где заседает Палата депутатов. С западной стороны площадь ограничена палаццо Ведекинд, где ранее был главный офис газеты «Il Tempo», а с южной стороны — церковь Санта-Мария-делла-Пьета и палаццо Феррайоли, где среди прочего находятся представительства регионов Фриули-Венеция-Джулия и Валле-д’Аоста. Вдоль Виа дель Корсо на площадь выходит фасад галереи Альберто Сорди.
Мраморная колонна была установлена римлянами в конце II века со скульптурой императора Марка Аврелия на верхушке. Но к XVI веку эта статуя исчезла, и папа римский Сикст V в 1589 году дал указание, чтобы отреставрировали колонну. Была установлена бронзовая скульптура апостола Павла (на пьедестале колонны была сделана надпись о реставрации, но с ошибкой, что это колонна в честь императора Антонина Пия). Колонна внутри полая, в ней есть лестница для подъёма, горельефы с изображением боёв с варварами опоясывают всю колонну.
Между колонной Марка Аврелия и галереей Альберто Сорди расположен элегантный фонтан, построенный архитектором Джакомо делла Порта в 1577 году по приказу папы Григория XIII. Основой фонтана служит чаша из мрамора с острова Хиос, снаружи украшенная шестнадцатью вертикальными лентами из каррарского мрамора. Изначально фонтан снабжался водой из акведука Аква Вирго.